# Lissamphibia
Lissamphibia là một phân lớp lưỡng cư bao gồm tất cả các loài lưỡng cư hiện đại. Lissamphibia loại trừ tất cả các nhóm lưỡng cư chính sống vào Đại Cổ sinh, như Temnospondyli, Lepospondyli, Embolomeri, và Seymouriamorpha. Vài tác giả xem Lissamphibia là một nhánh, nghĩa là phân bộ này gồm tất cả các con cháu của các loài tổ tiên Lissamphibia, nhưng vài tác giả khác lại cho rằng bộ Không đuôi và bộ Có đuôi tách ra từ Temnospondyli, trong khi bộ Không chân tách ra từ Lepospondyli, vì vậy Lissamphibia đa ngành.
Động vật lưỡng cư hiện đại được chia thành ba bộ: bộ Anura (ếch và cóc), bộ Caudata hay Urodela (kỳ giông và sa giông), và bộ Gymnophiona hay Apoda (ếch giun). Một nhóm tuyệt chủng, họ Albanerpetontidae trong bộ Allocaudata, sống từ giữa kỷ Trias tới thế Pliocene.
Vài tác giả thuyết phục rằng loài Gerobatrachus hottoni sống vào đầu kỷ Permi là một Lissamphibia. Nếu loài này không, thì Lissamphibia cổ nhất được biết tới là Triadobatrachus và Czatkobatrachus từ đầu kỷ Trias.